# Jastrząb (stacja kolejowa)
Jastrząb – stacja kolejowa zlokalizowana w Lipienicach, części miasta Jastrząb w powiecie szydłowieckim w województwie mazowieckim. Według klasyfikacji PKP ma kategorię dworca lokalnego.

## Ruch pasażerski[2]
| Rok  | Wymiana pasażerska na dobę |
| ---- | -------------------------- |
| 2017 | 100-149                    |
| 2018 | 100-149                    |
| 2019 | 150-199                    |
| 2020 | 100-149                    |
| 2021 | 150-199                    |
| 2022 | 200-299                    |
| 2023 | 200-299                    |

Obecnie zatrzymują się na niej wyłącznie pociągi osobowe Kolei Mazowieckich relacji Skarżysko-Kamienna – Radom. Do roku 2003 była to również stacja towarowa z torami prowadzącymi do pobliskiej cementowni w Wierzbicy.